# Badmintonmeisterschaft von Trinidad und Tobago 1967
Die Badmintonmeisterschaft von Trinidad und Tobago 1967 fand in Port of Spain statt. Es war die dritte Auflage der nationalen Titelkämpfe von Trinidad und Tobago im Badminton.

## Titelträger
| Disziplin    | Sieger                            |
| ------------ | --------------------------------- |
| Herreneinzel | Patrick Kam                       |
| Dameneinzel  | Winn Butler                       |
| Herrendoppel | Patrick Kam Stafford Lau          |
| Damendoppel  | Moyra Carr M. Ironside            |
| Mixed        | Franklyn St. Bernard Marion Allan |